# Mandevilla
Mandevilla é um género botânico pertencente à família Apocynaceae.

## Espécies
| - Mandevilla antennacea - Mandevilla benthamii - Mandevilla boliviensis - Mandevilla coccinea - Mandevilla funiformis - Mandevilla guanabarica - Mandevilla hirsuta - Mandevilla illustris - Mandevilla laxa - Mandevilla moricandiana - Mandevilla pentlandiana - Mandevilla sanderi - Mandevilla scabra - Mandevilla splendens - Mandevilla suaveolens - Mandevilla subsagittata - Mandevilla subspicata - Mandevilla tenuifolia - Mandevilla velutina - Mandevilla villosa - Mandevilla x amabilis - Mandevilla x amabilis "Monrey" - Mandevilla x amabilis "Alice du Pont" |

1. ↑  «Mandevilla — World Flora Online». www.worldfloraonline.org. Consultado em 19 de agosto de 2020